# 8717 Richviktorov
8717 Richviktorov (tên chỉ định: 1995 SN29) là một tiểu hành tinh vành đai chính. Nó được phát hiện bởi Timur V. Kryachko ở Đài vật lý thiên văn V. P. Engel'gardt gần Kazan, Nga, ngày 16 tháng 9 năm 1995. Nó được đặt theo tên Richard Nikolaevich Viktorov, một đạo diễn phim.